# جنگ‌های استخوان

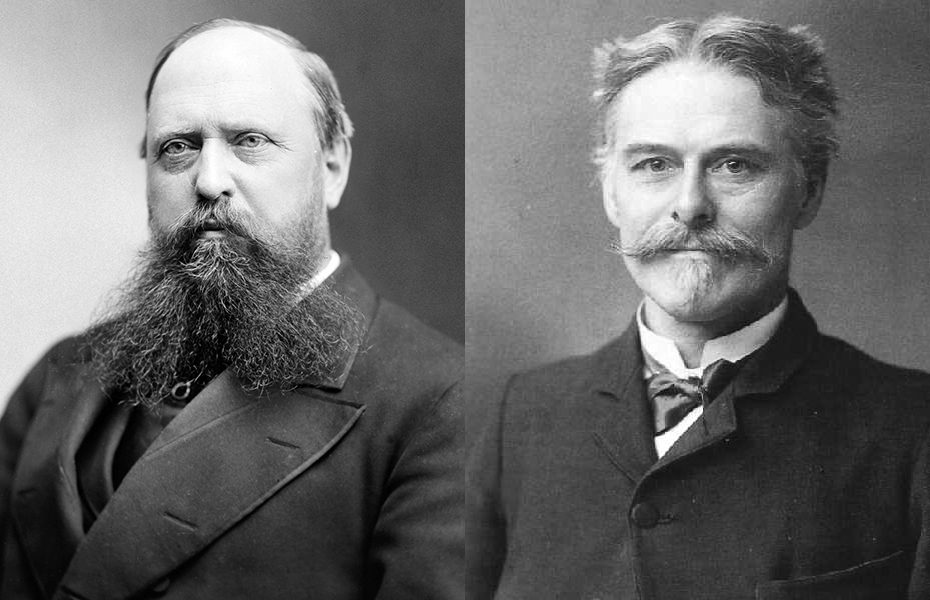
رقابت بین اتنیل چارلز مارش (چپ) و ادوارد درینکر کوپه (راست) جرقه جنگ‌های استخوان را زد.

جنگ‌های استخوان دوره‌ای از شکار و کشف بی رحمانه و رقابتی فسیل در عصر طلایی ایالات متحده بود که با رقابت شدید بین ادوارد درینکر کوپ و اتنیل چارلز مارش تشدید شد. هر یک از این دو دیرینه‌شناس با استفاده از روش‌های دستی، سعی کردند از دیگری در این زمینه پیشی بگیرند و به رشوه، سرقت و از بین بردن استخوان‌ها متوسل شوند. هر یک از دانشمندان نیز با استفاده از حملات در نشریات علمی به دنبال از بین بردن اعتبار رقیب خود و قطع بودجه وی بود.
جستجوی آنها برای فسیل‌ها آنها را به سمت غرب به استخوان‌لایه غنی در کلرادو، نبراسکا و وایومینگ سوق داد. از سال ۱۸۷۷ تا ۱۸۹۲، هر دو دیرینه‌شناس از ثروت و نفوذ خود برای تأمین هزینه سفرهای خود و تهیه خدمات و استخوان دایناسورها از شکارچیان فسیل استفاده کردند. در پایان جنگهای استخوان، هر دو نفر سرمایه خود را در جستجوی برتری دیرینه‌شناسی تمام کرده بودند.
کوپ و مارش از نظر مالی و اجتماعی با تلاش برای برتری و بی آبرویی یکدیگر تخریب شدند، اما آنها کمک‌های مهمی به علم و حوزه دیرینه‌شناسی کردند و مطالب قابل توجهی را برای کارهای بعدی فراهم کردند؛ هر دو دانشمند پس از مرگ تعداد زیادی جعبه فسیل باز نشده را برجای گذاشتند. تلاش‌های این دو نفر منجر به کشف و طبقه‌بندی بیش از ۱۳۶ گونه جدید از دایناسورها شد. نتایج جنگ‌های استخوان منجر به افزایش دانش زندگی ماقبل تاریخ شد و علاقه مردم را به دایناسورها برانگیخت و منجر به ادامه حفاری‌های فسیلی در آمریکای شمالی در دهه‌های بعد گردید. بسیاری از کتابهای تاریخی و اقتباس‌های داستانی در مورد این دورهٔ فعالیت شکار فسیلی شدید منتشر شده‌است.

## یادداشت
1. ↑  Martin, 66.